# Torneo de Reserva 1931
El Torneo de Reserva 1931 fue la primera temporada del certamen en la Era Profesional, organizado por la Liga Argentina de Football, entidad disidente de la Asociación Amateurs Argentina de Football, que ese año se renombró a Asociación Argentina de Football (Amateurs y Profesionales), para tomar el nombre de Asociación del Football Argentino y que tenía la afiliación a la FIFA. Participaron un total de 18 equipos, todos participantes de la Primera División 1931.
Luego de disputada parcialmente, el día 10 de mayo, una primera fecha del torneo de Primera División de la AAAF, la liga se fundó el 19 de mayo de 1931, cuando 18 clubes, entre ellos los de mayor convocatoria de Buenos Aires, su conurbano y La Plata, decidieron retirarse de esa Asociación, que era la entidad oficial. Esto significó un avance en la organización de los torneos, que se veían desbordados con la participación de hasta 36 equipos, lo que determinaba que los certámenes continuaran durante la época estival y concluyeran entrado el año siguiente, con el consecuente desinterés de los aficionados. Este proceso fue precedido por una huelga de jugadores, iniciada el 10 de abril, con el fin de que se reconociera su condición de profesionales y se regularizaran los traspasos entre equipos.
El certamen consagró por tercera vez en su historia a Racing.

## Equipos
| Equipo                      | Ciudad               |
| --------------------------- | -------------------- |
| Argentinos Juniors          | Buenos Aires         |
| Atlanta                     | Buenos Aires         |
| Boca Juniors                | Buenos Aires         |
| Chacarita Juniors           | Buenos Aires         |
| Estudiantes de La Plata     | La Plata             |
| Ferro Carril Oeste          | Buenos Aires         |
| Gimnasia y Esgrima La Plata | La Plata             |
| Huracán                     | Buenos Aires         |
| Independiente               | Avellaneda           |
| Lanús                       | Lanús                |
| Platense                    | Buenos Aires         |
| Quilmes                     | Quilmes              |
| Racing                      | Avellaneda           |
| River Plate                 | Buenos Aires         |
| San Lorenzo de Almagro      | Buenos Aires         |
| Talleres                    | Remedios de Escalada |
| Tigre                       | Victoria             |
| Vélez Sarsfield             | Buenos Aires         |

### Distribución geográfica de los equipos
| Región                 | Cant. | Equipos |
| ---------------------- | ----- | --- |
| Ciudad de Buenos Aires | 10    | Argentinos Juniors, Atlanta, Boca Juniors, Chacarita Juniors, Ferro Carril Oeste, Huracán, Platense, River Plate, San Lorenzo de Almagro y Vélez Sarsfield |
| Conurbano bonaerense   | 6     | Independiente, Lanús, Quilmes, Racing, Talleres y Tigre |
| Ciudad de La Plata     | 2     | Estudiantes de La Plata y Gimnasia y Esgrima La Plata |

## Sistema de disputa
Se llevó a cabo en una dos ruedas, por el sistema de todos contra todos, invirtiendo la localía. La tabla final de posiciones del torneo se estableció por acumulación de puntos. El ganador se consagró campeón.

## Tabla de posiciones final
| Pos. | Equipo                      | Pts. | PJ | PG | PE | PP | GF  | GC | Dif. |
| ---- | --------------------------- | ---- | -- | -- | -- | -- | --- | -- | ---- |
| 1.º  | Racing                      | 58   | 34 | 27 | 4  | 3  | 103 | 41 | 62   |
| 2.º  | Boca Juniors                | 57   | 34 | 25 | 7  | 2  | 89  | 32 | 57   |
| 3.º  | Platense                    | 49   | 34 | 21 | 7  | 6  | 85  | 32 | 53   |
| 4.º  | Independiente               | 45   | 34 | 21 | 3  | 10 | 100 | 59 | 41   |
| 5.º  | Huracán                     | 45   | 34 | 20 | 5  | 9  | 65  | 44 | 21   |
| 6.º  | Estudiantes de La Plata     | 42   | 34 | 19 | 4  | 11 | 68  | 45 | 23   |
| 7.º  | River Plate                 | 35   | 34 | 15 | 5  | 14 | 74  | 60 | 14   |
| 8.º  | San Lorenzo de Almagro      | 35   | 34 | 15 | 5  | 14 | 67  | 68 | −1   |
| 9.º  | Ferro Carril Oeste          | 32   | 34 | 13 | 6  | 15 | 67  | 68 | −1   |
| 10.º | Argentinos Juniors          | 32   | 34 | 12 | 8  | 14 | 55  | 63 | −8   |
| 11.º | Talleres                    | 31   | 34 | 14 | 3  | 17 | 55  | 67 | −12  |
| 12.º | Vélez Sarsfield             | 29   | 34 | 12 | 5  | 17 | 44  | 70 | −26  |
| 13.º | Chacarita Juniors           | 25   | 34 | 10 | 5  | 19 | 45  | 74 | −29  |
| 14.º | Gimnasia y Esgrima La Plata | 32   | 34 | 14 | 4  | 16 | 62  | 58 | 4    |
| 15.º | Tigre                       | 21   | 34 | 9  | 3  | 22 | 45  | 81 | −36  |
| 16.º | Quilmes                     | 19   | 34 | 7  | 5  | 22 | 41  | 78 | −37  |
| 17.º | Lanús                       | 18   | 34 | 6  | 6  | 22 | 40  | 90 | −50  |
| 18.º | Atlanta                     | 10   | 34 | 5  | 0  | 29 | 29  | 94 | −65  |

|  | Campeón. |

|                            |
|                            |
| Campeón Racing 3.er título |